# Golgo 13: Top Secret Episode
Golgo 13: Top Secret Episode (ゴルゴ13 第一章神々の黄昏, Gorugo Sātīn Dai-Isshō Kamigami no Tasogare) est un jeu vidéo d'action édité et développé par Vic Tokai. Il est sorti sur Nintendo Entertainment System en 1988. Le jeu est basé sur le manga Golgo 13.
Le joueur prend le rôle de Golgo 13, un assassin dont l'objectif est d'éliminer le dirigeant du groupe Drek. Durant son aventure, Golgo 13 doit voyager à plusieurs endroits, comme Berlin-Est, Athènes et l'île Alexandre-Ier, qui se situe en Antarctique.